# Dominus ac Redemptor
Dominus ac Redemptor é um breve apostólico, promulgado em 21 de julho de 1773 pelo Papa Clemente XIV, por meio do qual a Companhia de Jesus foi suprimida.

## Contexto

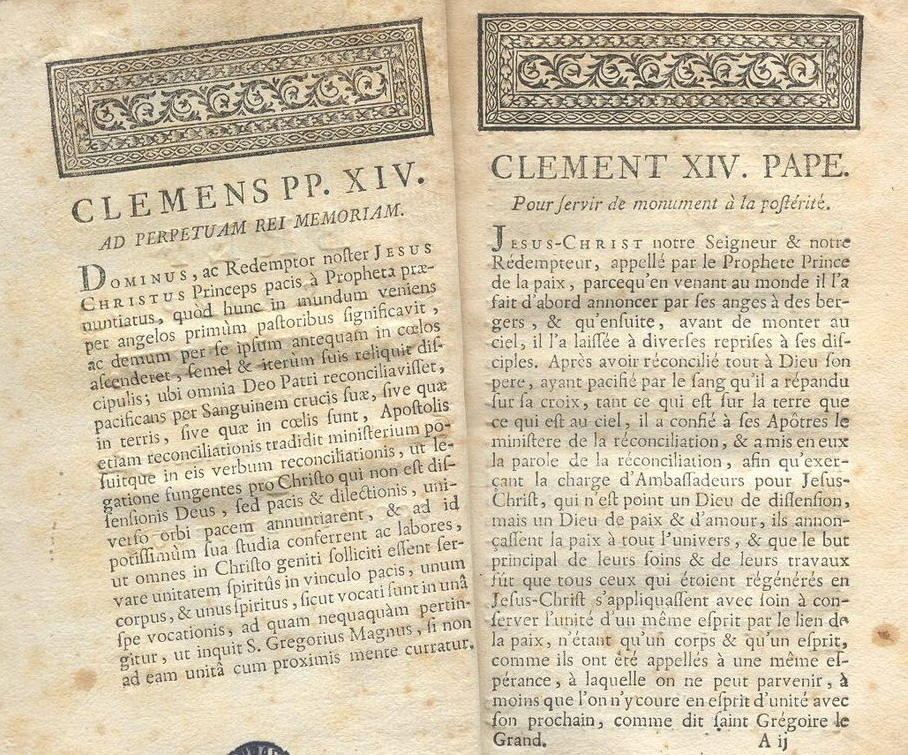
Primeiras páginas do Dominus ac Redemptor, em francês e latim.

Os jesuítas foram expulsos do Brasil (1754), Portugal (1759), França (1764), Espanha e suas colônias (1767) e Parma (1768). Apesar de enfrentar forte pressão dos embaixadores das cortes Bourbon, o Papa Clemente XIII recusou-se repetidamente a ceder às suas demandas, que exigiam a supressão total da Ordem dos Jesuítas. O assunto tornou-se uma crise que cercou as comemorações do conclave de 1769, que elegeria Clemente XIV. O novo Papa, da família Ganganelli, era um frade franciscano.
Clemente tentou aplacar os inimigos dos jesuítas durante seus primeiros anos de governo por meio de um tratamento severo da Ordem: recusou-se a se encontrar com o superior geral Lorenzo Ricci, ordenou-lhes que não recebessem noviços, entre outras medidas, sem sucesso. A pressão crescia a ponto de os países católicos ameaçarem romper com Roma. Clemente XIV finalmente cedeu em nome da paz da Igreja e para evitar a secessão na Europa e suprimiu a Companhia de Jesus através do breve Dominus ac Redemptor, em 21 de julho de 1773.

## Conteúdo do documento
O documento tem 45 parágrafos no total.

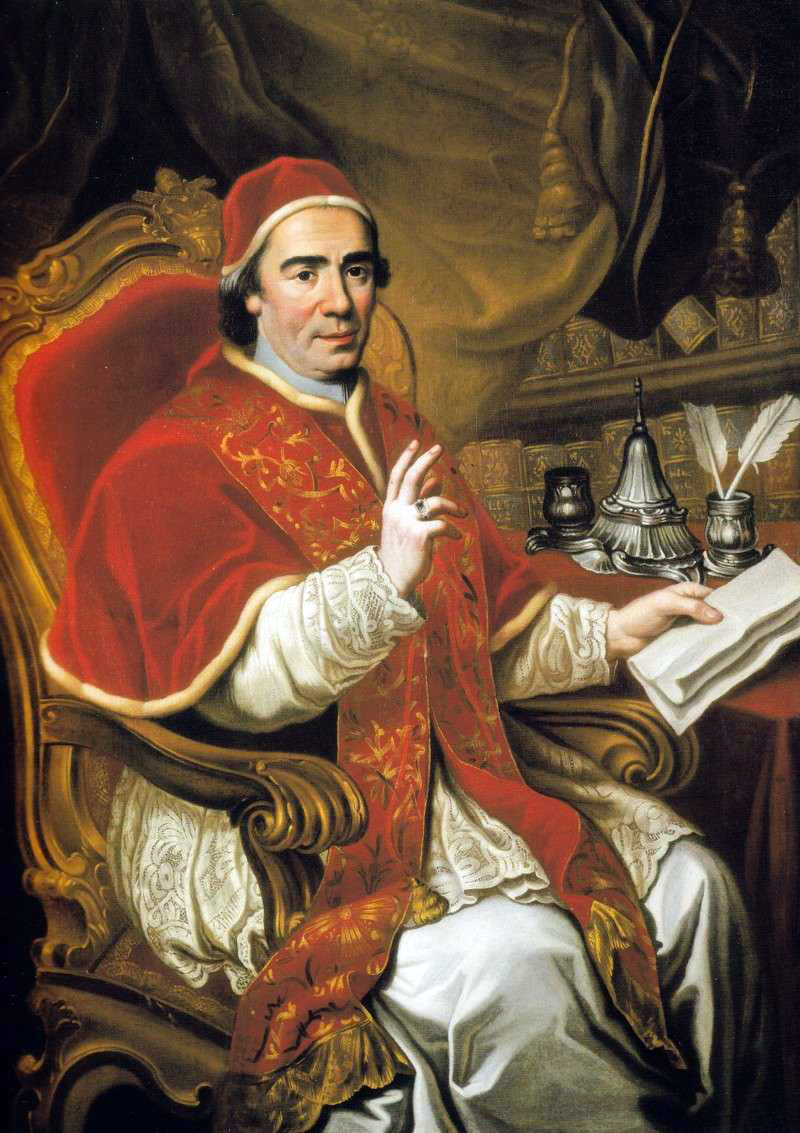
Clemente XIV, autor do Breve Apostólico Dominus ac Redemptor. Anônimo, século XVIII.

No parágrafo introdutório, Clemente XIV observa que como Cristo veio à terra como o príncipe da paz, isso foi transmitido aos apóstolos e ao sucessor de Pedro, cuja responsabilidade é promover as instituições que buscam a paz, e eliminar aquelas que impedi-lo. É por isso que o Papa se dá, como seu próprio poder, para suprimir uma ordem religiosa se ela ameaçar a harmonia e a tranquilidade da Igreja.
Em seguida, Clemente prossegue com um estudo detalhado dos motivos que o motivam a extinguir a Companhia de Jesus:
1. Uma longa lista de acusações contra a Ordem está listada.
2. Recorde-se que, ao longo da sua história, a Ordem foi severamente crítica.
3. Evoca-se a angústia causada aos papas anteriores pelos embates entre católicos em relação à doutrina jesuíta.

Em uma seção final, mais técnica, Clemente XIV pronuncia a sentença régia pela supressão da Companhia de Jesus. Algumas disposições ditadas para a aplicação do escrito são adicionadas.

## A execução do breve apostólico
Um segundo escrito, o Gravissimis ex causis, de 16 de agosto, estabeleceu uma comissão de cinco cardeais encarregados de informar os jesuítas e cuidar dos gastos causados pela supressão. Dois dias depois, uma carta do presidente da comissão de cardeais ordenava a todos os bispos da Igreja que proclamassem e publicassem o documento em cada casa, residência ou escola jesuíta, na presença da comunidade. Essa abordagem incomum criou um bom número de problemas, pois havia 22 589 jesuítas, 49 províncias, 669 colégios e mais de 3 000 missionários. Centenas de escolas foram fechadas ou transferidas para outras ordens religiosas ou para o estado. Países não católicos, como o Reino da Prússia e o Império Russo, proibiram os bispos de promulgar o documento e ordenaram aos jesuítas que continuassem suas atividades acadêmicas como se nada tivesse acontecido.